# Mulyaharja
Mulyaharja is een bestuurslaag in het regentschap Kota Bogor van de provincie West-Java, Indonesië. Mulyaharja telt 18.164 inwoners (volkstelling 2010).